# بن مودی
بن مودی (انگلیسی: Ben Moody؛ زادهٔ ۲۲ ژانویهٔ ۱۹۸۱) یک موسیقی‌دان اهل ایالات متحده آمریکا است. وی از سال ۱۹۹۵ میلادی تاکنون مشغول فعالیت بوده‌است.
از فیلم‌ها یا برنامه‌های تلویزیونی که وی در آن نقش داشته است می‌توان به رزیدنت ایول: آخرالزمان اشاره کرد.